# Dag og Tid
Dag og Tid, är en nynorsk nyhetstidning som utkommer med ett nummer per vecka. Tidningen har fokus på samhällsliv, norsk politik och kultur. Tidningen, som startades 1962, är inte partibunden men för vad tidningen kallar en radikal redaktionell linje. 